# Saison 5 d'Angel
Chronologie
Saison 4 et Saison 7 de Buffy contre les vampires
La saison 5 d’Angel est composée de 22 épisodes. Elle raconte l'histoire d'Angel et de son équipe depuis leur entrée en fonction au sein de Wolfram & Hart jusqu'au combat final contre le Cercle de l'Aiguille Noire. 

## Évènements principaux
Angel et son équipe sont désormais à la tête de la branche de Los Angeles de Wolfram & Hart. Ils sont déterminés à utiliser ses ressources humaines, matérielles et financières pour faire changer les choses et faire le bien de l'intérieur. Angel est le président-directeur-général de la filiale, Wesley dirige le département magie, Fred le département scientifique et Lorne le département spectacle. Quant à Gunn, il devient, à la suite d'une implantation de connaissances en droit, le conseiller juridique de la société. L’équipe s’installe dans leur nouvelle position de pouvoir et rencontre dès le premier jour Ève, leur agent de liaison avec les Associés Principaux du cabinet. Tous se heurtent vite à la corruption inhérente à Wolfram & Hart et à la difficulté de rester fidèles à leurs idéaux face à des dilemmes moraux de plus en plus forts.  
Après avoir reçu par courrier l'amulette donnée par Lilah Morgan à Angel (que la vampire avait par la suite donné à Buffy pour qu'elle l'utilise contre la Force), Spike est ressuscité, dix-neuf jours après sa mort dans la Bouche de l'Enfer. Incapable de reprendre forme physique et lié à l'amulette, le vampire ère dans le cabinet sous la forme d'un fantôme. Angel se heurte rapidement à son rival. Après avoir découvert l'existence de la prophétie de Shanshu, Spike récupère brusquement son corps après avoir ouvert un colis mystérieux, et commence à penser être le champion désigné par la prophétie, alors qu'Angel, qui s'y ré-intéressait, doute de plus en plus d'en être le héros. 
Il s'avère que la résurrection de Spike est le résultat d'un plan ourdi par Ève et son amant, Lindsey McDonald, qui souhaite semer le trouble entre les deux vampires en entretenant le doute sur l'identité du champion et détruire Angel et ses amis. Dans cette optique, il prend contact avec Spike et le pousse à sauver des vies d'êtres humains attaqués par créatures démoniaques à Los Angeles, pendant que Ève torture psychologiquement Angel. Le vampire commence néanmoins à soupçonner la jeune femme. Finalement, la sortie de Cordelia du coma dans laquelle elle était plongée depuis la naissance de Jasmine permet au groupe de découvrir le plan d'Ève et Lindsey. Ce dernier, démasqué, est enlevé par les Associés Principaux. Après cette victoire, Cordelia avoue à Angel qu'elle n'est jamais sortie du coma : elle n'est qu'une projection astrale, cadeau temporaire fait par les Puissances supérieures pour redonner foi au vampire. Angel reçoit immédiatement après sa disparition un appel de l'hôpital l'informant du décès de la jeune femme.
Alors que Fred et Wesley se sont finalement mis en couple, Gunn découvre qu'il perd progressivement les savoirs juridiques implantés par la société. Pour les récupérer, il favorise l'entrée aux États-Unis d'un sarcophage qui arrive jusqu'au laboratoire de Fred. Le sarcophage contient en réalité l'essence d'un ancien et puissant démon prénommé Illyria, que Fred inhale accidentellement. L'essence du démon se répand en elle à très grande vitesse comme une infection, et alors que Wesley est à son chevet, Angel et Spike découvrent que le sauvetage de leur amie nécessiterait la mort de plusieurs milliers de personnes, ce que la jeune femme ne voudrait pour rien au monde. Fred finit par mourir dans les bras de Wesley. Son corps est désormais possédé par Illyria. En apprenant que le monde est maintenant gouverné par les humains, elle tente de retrouver son temple et armée pour le dominer à nouveau, mais découvre que son temple est en ruine et que ses soldats sont morts depuis des millénaires. Spike rejoint alors définitivement l'équipe d'Angel et Wesley accepte d'aider Illyria à comprendre et vivre dans ce monde. 
Après avoir rencontré Marcus Hamilton, le nouvel agent de liaison des Associés Principaux de Wolfram & Hart, le groupe secourt Lindsey afin de découvrir les plans des Associés Principaux. Il leur révèle que l'Apocalypse est en marche, et que le plan des Associés Principaux en plaçant Angel à la tête de Wolfram & Hart était de l'éloigner de sa mission de sauver des innocents en le corrompant un peu plus chaque jour. Les amis d'Angel constatent effectivement que leur ami multiplie les transactions et les accords avec les forces du Mal, et finissent par découvrir qu'il va prochainement rejoindre le Cercle de l'Aiguille Noire, un groupe de démons représentant les Associés Principaux sur Terre. Persuadés que le vampire a été corrompu, ils l'attaquent, mais Angel leur explique que son objectif, après avoir appris l'existence de ce groupe grâce à Cordelia, est de l'infiltrer afin d'en connaître tous les membres pour pouvoir les exécuter un à un. Wesley, Gunn, Lorne et Spike le croient et acceptent alors de l'aider. Tous savent que cette action provoquera la colère des puissances infernales et causera leur mort, mais tous acceptent le sacrifice. 
Après avoir recruté Lindsey McDonald, tous les membres de l'équipe passent ce qui pourrait être la dernière journée de leur existence comme ils l'entendent : Lindsey est avec Ève ; Lorne chante dans un bar-karaoké ; Gunn aide une de ses amies tenant un foyer de sans-abris dans son quartier d'origine ; Spike récite des poèmes dans un bar de motards et obtient un triomphe ; Wesley est avec Illyria et Angel passe une partie de sa journée avec Connor, qui, entretemps, a retrouvé la mémoire et continue de vivre la vie normale que son père voulait pour lui. 
Le final de la série voit finalement chacun des membres de l’équipe attaquer et éliminer les figures majeures du Cercle de l’Épine Noire. Lindsey et Lorne font équipe, et après que le premier ait rempli la mission, il est tué par le second sur ordre d'Angel. Dégouté et désespéré, le démon quitte l'équipe et Los Angeles. Gunn, Spike et Illyria remplissent leur mission, et l'ancien démon va retrouver Wesley, qui a été mortellement blessé. Dans un ultime acte de compassion, Illyria prend l’apparence de Fred pour apaiser ses derniers instants. Angel tue le chef du Cercle et Marcus Hamilton, avant de retrouver Gunn, Spike et Illyria dans une ruelle derrière l'hôtel Hypérion, sous une pluie battante. Ils apprennent la mort de Wesley, et découvrent que les Associés Principaux, en représailles, ont lancé sur eux une armée démoniaque (comportant notamment un géant et un dragon). Épuisés, blessés et en infériorité numérique, les quatre rescapés sont tous prêts à se battre jusqu'à la fin et à livrer un combat mémorable, même s'il est sans espoir. La série s'achève sur Angel lançant l'assaut, l'épée en main, déclarant simplement « Let’s go to work. » ("Aller, au boulot.")

## Distribution

### Acteurs et actrices crédités au générique
- David Boreanaz (VF : Patrick Borg) : Angel
- James Marsters (VF : Serge Faliu) : Spike
- J. August Richards (VF : Bertrand Liebert) : Charles Gunn
- Amy Acker (VF : Léa Gabriele) : Winifred « Fred » Burkle (épisodes 1 à 16) / Illyria (épisodes 16 à 22)
- Andy Hallett (VF : Pierre-François Pistorio) : Lorne
- Mercedes McNab (VF : Valérie Siclay) : Harmony Kendall (créditée au générique à partir de l'épisode 17) (16 épisodes)
- Alexis Denisof (VF : Eric Legrand) : Wesley Wyndam-Pryce (21 épisodes)

### Acteurs et actrices crédités de façon récurrente
- Sarah Thompson : Eve (10 épisodes)
- Christian Kane : Lindsey McDonald (6 épisodes)
- Jonathan M. Woodward : Knox (6 épisodes)
- Adam Baldwin : Marcus Hamilton (5 épisodes)
- Jenny Mollen : Nina Ash (3 épisodes)
- Leland Crooke : Archiduc Sebassis (3 épisodes)
- Dennis Christopher : Cyvus Vail (3 épisodes)
- Vincent Kartheiser (VF : Yoann Sover) : Connor (2 épisodes)
- Tom Lenk : Andrew Wells (2 épisodes)
- Juliet Landau : Drusilla (2 épisodes)
- Stacey Travis : Sénateur Helen Brucker (2 épisodes)
- Charisma Carpenter (VF : Malvina Germain) : Cordelia Chase (1 épisode)

## Équipe de production
| - Joss Whedon : 2 épisodes - James A. Contner : 2 épisodes - Steven S. DeKnight : 2 épisodes - Jeffrey Bell : 2 épisodes - Jefferson Kibbee : 2 épisodes - Skip Schoolnik : 2 épisodes - Vern Gillum : 2 épisodes - Terrence O'Hara : 2 épisodes - Marita Grabiak : 1 épisode - Bill L. Norton : 1 épisode - David Boreanaz : 1 épisode - David Fury : 1 épisode - Ben Edlund : 1 épisode - David Greenwalt : 1 épisode | - Steven S. DeKnight : 6 épisodes (dont 4 en collaboration) - Drew Goddard : 5 épisodes (dont 3 en collaboration) - Joss Whedon : 4 épisodes (dont 2 en collaboration) - David Fury : 4 épisodes (dont 2 en collaboration) - Ben Edlund : 4 épisodes (dont 2 en collaboration) - Sarah Fain : 3 épisodes en collaboration - Elizabeth Craft : 3 épisodes en collaboration - Jeffrey Bell : 2 épisodes (dont 1 en collaboration) - Brent Fletcher : 1 épisode |

## Épisodes

### Épisode 1:Conviction
- États-Unis : 1er octobre 2003 sur The WB
- France : 7 janvier 2005 sur TF1

- Sarah Thompson (Eve)
- Mercedes McNab (Harmony Kendall)
- Jonathan M. Woodward (Knox)
- Jacqueline Hahn (la juge)
- Dane Northcutt (Hauser)
- Rodney Rowland (Corbin Fries)
- Marc Vann (Docteur Sparrow)
- Michael Shamus Wiles (Spanky)

### Épisode 2:Justes Récompenses
- États-Unis : 8 octobre 2003 sur The WB
- France : 7 janvier 2005 sur TF1

- Mercedes McNab (Harmony Kendall)
- Victor Raider-Wexler (Magnus Hainsley)

### Épisode 3:La Fille loup-garou
- États-Unis : 15 octobre 2003 sur The WB
- France : 7 janvier 2005 sur TF1

- John Billingsley (Docteur Royce)
- Jenny Mollen (Nina Ash)

### Épisode 4:Au bord du gouffre
- États-Unis : 22 octobre 2003 sur The WB
- France : 14 janvier 2005 sur TF1

- Sarah Thompson (Eve)
- Dorie Barton (la voyante)
- Simon Templeman (Matthias Pavayne)

### Épisode 5:Une fête à tout casser
- États-Unis : 29 octobre 2003 sur The WB
- France : 14 janvier 2005 sur TF1

- Sarah Thompson (Eve)
- Mercedes McNab (Harmony Kendall)
- Jonathan M. Woodward (Knox)
- Leland Crooke (l'archiduc Sebassis)

### Épisode 6:Cœur de héros
- États-Unis : 5 novembre 2003 sur The WB
- France : 14 janvier 2005 sur TF1

- Danny Mora (Numero Cinco)

### Épisode 7:Lignée
- États-Unis : 12 novembre 2003 sur The WB
- France : 21 janvier 2005 sur TF1

- Sarah Thompson (Eve)
- Jonathan M. Woodward (Knox)
- Roy Dotrice (Roger Wyndam-Pryce)
- Treva Etienne (Emil)

### Épisode 8:Destin
- États-Unis : 19 novembre 2003 sur The WB
- France : 21 janvier 2005 sur TF1

- Sarah Thompson (Eve)
- Mercedes McNab (Harmony Kendall)
- Juliet Landau (Drusilla)

### Épisode 9:Harmony ne compte pas pour du beurre
- États-Unis : 14 janvier 2004 sur The WB
- France : 21 janvier 2005 sur TF1

- Mercedes McNab (Harmony Kendall)
- Danielle Nicolet (Tamika)

### Épisode 10:Cauchemars
- États-Unis : 21 janvier 2004 sur The WB
- France : 28 janvier 2005 sur TF1

- Sarah Thompson (Eve)
- Mercedes McNab (Harmony Kendall)

### Épisode 11:Folle
- États-Unis : 28 janvier 2004 sur The WB
- France : 28 janvier 2005 sur TF1

- Tom Lenk (Andrew Wells)
- Mercedes McNab (Harmony Kendall)
- Navi Rawat (Dana)

### Épisode 12:Le Retour de Cordelia
- États-Unis : 4 février 2004 sur The WB
- France : 28 janvier 2005 sur TF1

- Charisma Carpenter (Cordelia Chase)
- Sarah Thompson (Eve)
- Mercedes McNab (Harmony Kendall)
- Christian Kane (Lindsey McDonald)

- 100e épisode de la série.
- Dernière apparition de Charisma Carpenter (Cordelia).

### Épisode 13:Le Sous-marin
- États-Unis : 11 février 2004 sur The WB
- France : 4 février 2005 sur TF1

- Eyal Podell (Sam Lawson)
- Lindsey Ginter (Commandant Petrie)
- Scott Klace (Fury)

### Épisode 14:Les Marionnettes maléfiques
- États-Unis : 18 février 2004 sur The WB
- France : 4 février 2005 sur TF1

- Mercedes McNab (Harmony Kendall)
- Jonathan M. Woodward (Knox)
- Jenny Mollen (Nina Ash)
- Marc Vann (Docteur Sparrow)

### Épisode 15:Un trou dans le monde
- États-Unis : 25 février 2004 sur The WB
- France : 4 février 2005 sur TF1

- Sarah Thompson (Eve)
- Jonathan M. Woodward (Knox)
- Jennifer Griffin (Trish Burkle)
- Gary Grubbs (Roger Burkle)
- Alec Newman (Drogyn)

### Épisode 16:Coquilles
- États-Unis : 3 mars 2004 sur The WB
- France : 11 février 2005 sur TF1

- Mercedes McNab (Harmony Kendall)
- Jonathan M. Woodward (Knox)
- Jennifer Griffin (Trish Burkle)
- Marc Vann (Docteur Sparrow)

### Épisode 17:Sous la surface
- États-Unis : 14 avril 2004 sur The WB
- France : 11 février 2005 sur TF1

- Sarah Thompson (Eve)
- Christian Kane (Lindsey McDonald)
- Adam Baldwin (Marcus Hamilton)

### Épisode 18:Une autre réalité
- États-Unis : 21 avril 2004 sur The WB
- France : 11 février 2005 sur TF1

- Vincent Kartheiser (Connor)
- Jim Abele (Lawrence Reilly)
- Adrienne Brett Evans (Colleen Reilly)
- Dennis Christopher (Cyvus Vail)
- Adam Baldwin (Marcus Hamilton)
- Jack Conley (Sahjhan)

### Épisode 19:Bombe à retardement
- États-Unis : 28 avril 2004 sur The WB
- France : 11 février 2005 sur TF1

- Adam Baldwin (Marcus Hamilton)
- Jaime Bergman (Amanda)
- Jeff Yagher (le potentat des Frères de la férocité)

### Épisode 20:La Fille en question
- États-Unis : 5 mai 2004 sur The WB
- France : 18 février 2005 sur TF1

- Julie Benz (Darla)
- Juliet Landau (Drusilla)
- Carole Raphaelle Davis (Ilona Costa Bianchi)
- Tom Lenk (Andrew Wells)
- David Lee (Alfonso)
- Gary Grubbs (Roger Burkle)
- Jennifer Griffin (Trish Burkle)

### Épisode 21:Jeu de pouvoir
- États-Unis : 12 mai 2004 sur The WB
- France : 18 février 2005 sur TF1

- Christian Kane (Lindsey McDonald)
- Dennis Christopher (Cyvus Vail)
- Adam Baldwin (Marcus Hamilton)
- Alec Newman (Drogyn)
- Jenny Mollen (Nina Ash)
- Leland Crooke (l'archiduc Sébassis)
- Stacey Travis (Sénateur Helen Brucker)

### Épisode 22:L'Ultime Combat
- États-Unis : 19 mai 2004 sur The WB
- France : 18 février 2005 sur TF1

- Vincent Kartheiser (Connor)
- Christian Kane (Lindsey McDonald)
- Dennis Christopher (Cyrus Vail)
- Sarah Thompson (Eve)
- Julia Lee (Anne Steele)
- Leland Crooke (l'archiduc Sebassis)
- Stacey Travis (Sénateur Helen Brucker)
- Adam Baldwin (Marcus Hamilton)

## DVD
La saison 5 en DVD se présente sous la forme d'un coffret de 6 DVD comprenant les 22 épisodes de la saison ainsi que les versions commentées des épisodes suivants :
- Conviction commenté par Joss Whedon
- Destin commenté par Skip Schoolnik, David Fury, Steven S. DeKnight et Juliet Landau
- Cauchemars commenté par David Boreanaz, Brent Fletcher et Christian Kane
- Le Retour de Cordelia commenté par David Fury, Christian Kane et Sarah Thompson
- Un trou dans le monde commenté par Joss Whedon, Amy Acker et Alexis Denisof
- Sous la surface commenté par Skip Schoolnik, Sarah Fain, Elizabeth Craft et Adam Baldwin
- L'Ultime Combat commenté par Jeffrey Bell

Parmi les autres bonus se trouvent un bêtisier ainsi que plusieurs documentaires sur :
- l'épisode Les Marionnettes maléfiques
- le 100e épisode
- les cascades
- un best-of des quatre premières saisons par Joss Whedon
- les méchants de la série
- l'ensemble de la saison